# راندستاد
راندستاد (بالإنجليزية: Randstad)‏ هي منطقة حضرية في هولندا وهي تتكوّن من أكبر أربع مدن هولندية وهي أمستردام و روتردام و لاهاي و أوترخت والمناطق المحيطة بها، يسكن بها 7.1 مليون نسمة وهم تقريبا نصف سكان هولندا .